# شرکت راه‌آهن العقبه
شرکت راه‌آهن العقبه (انگلیسی: Aqaba Railway Corporation) شرکت ترابری ریلی اردنی است، که در سال ۱۹۷۹ تأسیس شد.